# Shinkendō
El Shinkendō (真剣道?) es un arte marcial que enseña el combate armado de los samurái. Shin puede ser traducido como "verdadero", "genuino"; ken como "espada" y dō como "camino" (Camino de la espada verdadera). Se basa principalmente en el uso de la katana.
Toshishiro Obata es el fundador e instructor principal de la Kokusai Shinkendo Renmei (Federación Internacional de Shinkendō). El Shinkendo es un deporte no competitivo y es aprendido en el transcurso de cinco etapas:
- Suburi
- Battoho
- Tanrengate
- Tachiuchi
- Tameshigiri